# Hemidiplogaster agilis
Hemidiplogaster agilis är en rundmaskart. Hemidiplogaster agilis ingår i släktet Hemidiplogaster och familjen Diplogasteridae. Inga underarter finns listade i Catalogue of Life.